# Sofia Fuoco
Sofia Fuoco, pseudonimo di Maria Brambilla (Milano, 16 gennaio 1829 – Carate Urio, 3 giugno 1916), è stata una danzatrice italiana.

## Biografia
Maria Brambilla nacque a Milano. Iniziò a studiare danza classica con Carlo Blasis nel 1837 e in seguito divenne una delle sue cosiddette Pleiadi. Nel 1839 all'età di nove anni fece il suo debutto sul palcoscenico al Teatro alla Scala. Il suo nome d'arte deriva dal cognome da nubile della madre e fu dettato dalla presenza di più "Maria Brambilla" nella scuola di danza.
Nel 1843, a soli 13 anni, fu nominata prima ballerina assoluta del teatro. Nello stesso anno, fu la prima a ballare Giselle a Milano. Nel 1846 ballò nel Pas de Quatre di Perrot alla Scala diretta da Filippo Taglioni.
In 1846, all'età di sedici anni, fu invitata dal Paris National Theatre per sostituire Carlotta Grisi. Il coreografo Joseph Mazilier stava per mettere in scena la nuova opera Betty con la Grisi ma la ballerina aveva già firmato un contratto con il Roman Apollo Theater. La stampa parigina iniziò a discutere la sorprendente tecnica e le pirouette della Fuoco prima ancora della sua prima performance alla Salle Le Peletier.
Impressionò il pubblico più per la sua solida tecnica classica che per la sua recitazione. Grazie al suo eccezionale lavoro sulle punte venne chiamata La Pointue a Parigi. Secondo Théophile Gautier «i suoi piedi volavano sul pavimento come frecce d'acciaio».
Fuoco fu solista al Paris Opera Ballet fino al 1850. Tra il 1847 e il 1848 si esibì a Londra. All'inizio degli anni cinquanta dell'Ottocento, fu ballerina principale del Teatro del Circo di Madrid. Lì rivaleggiò con Marie Guy-Stéphan, favorita del Marchese di Salamanca. Quando la Fuoco diventò la ballerina preferita del generale Narvaez, la rivalità scenica sfociò in scontro politico. I sostenitori del Marchese di Salamanca (e della Guy-Stéphan) dimostravano la propria opinione indossando all'occhiello garofani bianchi, mentre i sostenitori del governo (e della Fuoco) portavano garofani rossi, con le donne che sfoggiavano un'acconciatura à la Fuoco.
Nel 1852 danzava al Teatro Argentina di Roma. Per la fine degli anni cinquanta si ritirò dalle scene.